# Peace@Pieces
『Peace@Pieces』（ピースアピーシーズ）はユニゾンシフト製作の18禁「学園恋愛甘甘コメディ萌シチュエーションえっちアドベンチャー」ゲーム。
キャラクターデザイン・原画はいとうのいぢ。本作発売の翌年にファンディスク「わんもあ@ぴぃしぃず」が、2007年には本作に「わんもあ@ぴぃしぃず」のアナザーストーリー部分のみを追加した廉価版が「Peace@Pieces+わんもあ@ぴぃしぃず Special Memorial Edition」の名前で発売されている。
死神候補生全員、またそれに関する者の名前には｢あ段｣の文字が一文字入っており、テキストの名前表示の後ろ(英語表記)で｢A｣は｢@｣になっている。

## ストーリー
最近共学化された元女子校・私立遊華総合学園に勤務している新米教師・村上久斗のクラスに転校してきた少女・百瀬玉。彼女は死神になる為の実習のため、現世にやって来た死神候補生（ピーシーズ）だった。
その夜、玉は校内に潜む魂を浄化させる実習に挑むも、彼女の武器である二挺拳銃の弾丸を、偶然出くわした久斗の胸に誤って命中させてしまう。命に別状は無かったが、これを引き金に久斗は死神や霊魂が見える体質となり、玉の他にも複数の死神候補生がいること、この学園が候補生達の訓練・実習に使われていることを知り、その実習に巻き込まれていくことになる。

## キャラクター
村上 久斗（むらかみ ひさと）
誕生日　3月30日　身長182cm　体重72kg　血液型 A
主人公。産休をとった教師の代理として遊華総合学園に赴任してきた新米教師。
共学化したとはいえ、いまだ女子の数が圧倒的に多い学園に素敵な出会いを期待しながらも、朝の職員会議や授業に遅刻することが多く、教師としての威厳がまったく無いため、クラスの女子生徒からは先生と思われていない。だが、誉曰く『結構人気がある』らしい。
実は悪魔と呼ばれるイブリースの魂が宿っている。本人にその自覚はないが、ほとんどのヒロインルートの最後でイブリースが覚醒し、それぞれ違った結末を迎える。一部キャラのルートでは覚醒することなくそのままエンドを迎えるが、イブリースの魂がどうなったのかは不明。
杏曰く『世界を作り変えることの出来る強大な力』を持っているらしく、天使達はその力を使い、自分達にとって住みよい世界へと変えようとしていた。
百瀬 玉（ももせ ひかる） / ヒカル（声：安玖深音）
誕生日　9月26日　身長151cm　体重45Kg  血液型 O
メインヒロイン。落ちこぼれの死神候補生。二挺拳銃「Lies&Truth（ライズアンドトゥルース）」を武器としており、構えの練習にも余念が無い。しかし、肝心の射撃の腕は良くない（銃を構えると何故か片方の銃が久斗に向いている）。元気で明るい性格で、感情がストレートに表に出るタイプ。
ナギと一緒に編入学する予定だったが、道に迷ったため半年以上遅れて編入してくるなど、相当なドジを踏む事も多いが、料理に関してはかなりの腕前（本人は自覚無し）。愛称はタマ（漢字の音読みから）。
死神候補生としての特殊能力で「時間を操作する力」を持つ。
百瀬は母の旧姓であり、父は小鳥遊家の者
秋月 凪（あきづき なぎ） / ナギ（声：まきいづみ）
誕生日　12月23日　身長149cm　体重43Kg  血液型 AB
もう一人のメインヒロイン。ヒカルと同じく死神候補生。メカ部所属で、魂の浄化には自らが製作したびっくりどっきりメカを使用する。
学年成績はトップクラスで、理系の難問を初見で解くなど頭脳明晰。しかし「最後に爆発するのがメカの美学」などと言い、自前のメカに自爆装置を付ける等、現実離れした行動を取る事も少なくないため、ヒカルと並んで落ちこぼれ候補生の位置に。
ケーキショップ「ライムライト」に住み込みでアルバイトして暮らしている。
単にぼーっとしている場合もあるが、外見は大人しく物静か。眼鏡をかけることがある。
死神候補生になる前の記憶を失っており、彼女の名前もデス先生がつけたものである。デス先生曰く、尋常ではない死に方をしたらしい。
生前の名前は『レン』。つまり、ヒカルが死神になって探そうとしていた『レン』本人である。デス先生が言う"尋常ではない死に方"とは、幼い頃ヒカルの力を狙って襲来したイブリースから彼女を守ろうとして囮を提案し、それにかかったイブリースに殺されてしまったことを指している。
本編では彼女のルートのみ死神となった後の姿が描かれている。
死神候補生としての特殊能力は「空間を操る力」を持つ。
ファンディスクで描かれた後日談では、久斗の部屋に同棲している姿が見られた。
山田 まりりん（やまだ - ）（声：金田まひる）
誕生日　11月2日　身長140cm　体重35Kg  血液型 B
メカ部の幽霊部員。ヒカルやナギと同じく死神候補生。ナギに付いて回っていて、ナギの担任である久斗には敵意剥き出しで突っかかる事が多い。苗字で呼ばれることを嫌っている。
頭のお団子状にした髪の毛からミケとトラという猫の使い魔をぶら下げている。
久斗がペン回しをしているところを目撃し、凄いと思ったのがきっかけとなり、久斗に好意を抱くようになる。
生前の名前は『メアリ・アントニア』。小国の姫君であったが家臣の裏切りにあって殺害された。そうした経験から人間不信の気がある。
死神候補生としての特殊能力は「魔を祓う力」を持つ。ただし彼女はまだ能力を覚醒させておらず、力のない自分に価値はなく誰も振り向いてくれないと思い込んでいるため、ミケとトラの力を借りて自分がさも大きな力を持っているかのように見せている。
小鳥遊 誉（たかなし ほまれ）（声：風華）
誕生日　9月26日　身長153cm　体重48Kg  血液型 O
ヒカルとナギのクラスメイト。良家のお嬢様で、久斗とは家が近かった縁で幼馴染。今でも二人っきりの時は久斗を「お兄ちゃん」と呼んでいる。
居合部（部員が少ないため、正確には部ではなく同好会扱い）に所属している。日本刀に関してかなりの知識を有しており、居合いの腕前もかなりのもの。同好会でありながら、大会などの成績は良いらしく、広い練習スペースを持っている。
小さい頃から幽霊などの目に見えない存在を見ることが出来る力を持ち、死神候補生達の存在にも早い段階で気付いていた。
味覚がおかしいらしく、彼女が料理を作ると大抵独創性の強いものが出来上がる（原因は幼少期の久斗の一言である。これはファンディスクで明かされる。）
ストーリー中盤で彼女が久斗にしたキスにより、イブリースの力の一部を移されてしまう。ヒカル・ナギ・杏ルートではイブリースに体を操られ彼の復活を手伝ってしまい、誉・まりりんルートではそれが元となり衰弱してしまう。誉ルートの最後では、久斗に求婚され涙を流しながら了承した。
ファンディスクでは本編の後日談が描かれ、結婚前夜がメインで描かれた。
杏（あんず）（声：夏野向日葵）
誕生日　3月25日　身長144cm　体重37Kg  血液型 不明
学園の教会に勤めるシスター。箒を持って学園内を掃除していることが多く、久斗と出会うたびに「おでかけですか？」と声を掛けてくる。死神候補生の一人、と自称している。
おっとりとした気弱な性格で、ヒカルに負けず劣らずのドジっ子。ヒカルが自分からドジを踏むのに対し、杏の場合は巻き込まれる形でドジを踏むことが多い。変身した時の格好は露出度が高いため、その姿を見られると恥ずかしがる。
本当の名はアンジェリカスといい、イブリースを復活させ彼の力を使って世界を作り変えようとしていた天使と呼ばれる種族の一人。『杏』という名は、うっかり本名を言ってしまってもごまかせるようにと自分で考えつけたもの。
彼女のルートでは、天使としての使命と、彼に対する恋心との板ばさみで苦悩する姿が描かれる。結果的にイブリースの魂を消滅させ、自我を取り戻した久斗に抱かれながら満足そうな笑みを浮かべ消え去った。彼女が目を覚ますとそこは、『自分が久斗の妹』として認識された世界であった。
ファンディスクでは彼女と久斗のその後の生活が描かれ、唯一18禁シーンが存在する。
デス先生（ - せんせい）（声：宗川梗）
ヒカルとナギの教官を務める死神。外見は小さな少女だが、怒らせると「思い出しただけで泣き出す」ほど恐ろしい。鋭い眼光と威圧感で周囲を圧倒し、特に久斗にとっての天敵。辛いものが苦手。
ヒカルが久斗を撃った一件から、久斗に死神候補生のサポートを半ば強引に要請する。
時折制服を着て学園に潜入してくることがある。
同じユニゾンシフトのゲーム「忘レナ草」に登場するエアリオに瓜二つ。
声の担当が同じことやスタッフロール中のキャスト表記でも「デス先生（エアリオ)」とあることから同一人物、としているようではある。
ぴよ（声：風華）
誕生日　4月20日　身長約10cm（人型時は146cm）　血液型 不明
デス先生と行動を共にしているカナリア。オス。デス先生と契約し、普段はデス先生の肩に止まっているが、人の姿になり単独で行動することも。死神候補生の試験ではまりりんの担当を受け持つ。
無愛想なデス先生とは対照的に、礼儀正しく物腰柔らか。
「忘レナ草」に同じ名前の鳥が登場している。
華澤 響子（はなざわ きょうこ）（声：北都南）
誕生日　10月26日　身長156cm　体重?Kg  血液型 B
美加の双子の姉で生徒会長。学園創始者の孫で学園理事長の娘。縦ロールにした髪に薔薇を背負って登場するなど典型的なお嬢様。学園内ではその権力を存分に活かしてワガママを通しており、教師である久斗に対しても高圧的な態度を取る。また、同じ学園創始者の孫でお嬢様である誉に対して激しい対抗意識を燃やしている。妄想が激しい。
華澤 美加（はなざわ みか）（声：北都南）
誕生日　10月26日　身長156cm　体重?Kg  血液型 B
響子の双子の妹で生徒会副会長兼風紀委員。髪の毛も性格も姉に比べれば大人しく、姉のフォローや宥め役に回ることが多い。常識人にして苦労人。
早河 忍（はやかわ しのぶ）（声：鈴美巴）
誕生日　11月22日　身長165cm　体重?Kg  血液型 A
生徒会書記。華澤姉妹の参謀役をしている。沈着冷静な性格で、生徒と教師全員の顔と名前を記憶しているという高い記憶力と知識量の持ち主。情報処理能力にも秀でていて、生徒会での実務を一手に担っている。化学部の部長もしており、部室でネズミを飼っているという一面もある。また、同じ眼鏡っ娘で理系教科に強いナギに対して対抗意識を燃やしている。
「Flyable Heart」に妹の早河恵が登場している。彼女も生徒会書記である。
相原 一義（あいはら かずよし）（声：Prof.紫龍）
誕生日　10月8日　身長180cm　体重72Kg  血液型 O
久斗の従弟。軽薄で女好きな性格で、風紀違反による停学の常習者。しかし女生徒からの評判は意外といい。
非常に要領が良く、よく久斗に面倒事を押し付けたりして自分は美味しいところだけちゃっかり持っていってしまうため、久斗からは厄介者扱いされている。

## 関連製品

### ノベル（小説）
- ファミ通文庫（エンターブレイン）発売
  - 「Peace@Pieces」　2005年8月29日発売（ISBN 978-4-7577-2395-5）
  - 著：小林正親　イラスト：いとうのいぢ

### イラスト・設定資料集
- メディアワークス発売
  - 「Peace@Pieces ARTWORKS」　2005年3月30日発売（ISBN 978-4-8402-2987-6）
  - 著：電撃姫編集部

### CD
- ゲームサウンドトラック
  - 「Peace@Pieces SOUNDTRACKS」　2005年3月25日発売
    - ユニゾンシフトから発売